# Fiona May
 Fiona Marcia May (* 12. Dezember 1969 in Slough) ist eine ehemalige italienische Weitspringerin britischer Herkunft. Sie war zweimal Weltmeisterin und zweimal Olympiazweite.

## Karriere im Sport
May, deren Eltern von Jamaika nach Großbritannien auswanderten, sprang bereits mit 14 Jahren 6,30 m. 1986 belegte sie den achten Platz bei den Juniorenweltmeisterschaften. 1987 fanden die Junioreneuropameisterschaften in Birmingham statt, May siegte mit 6,64 m bei allerdings zu starkem Rückenwind von 2,9 m/s 1988 wurde sie in Kanada Juniorenweltmeisterin mit 6,88 m bei 2,1 m/s Rückenwind. Bei den Olympischen Spielen in Seoul überraschte May mit dem 6. Platz in 6,62 m. Anfang 1990 bei den Commonwealth Games in Auckland sprang sie 6,55 m und erhielt die Bronzemedaille hinter der Australierin Jane Flemming und Beatrice Utondu aus Nigeria. Im Sommer belegte May mit 6,77 m den siebten Platz bei den Europameisterschaften in Split. 1991 konnte sich May als 19. der Qualifikation nicht für das Finale bei den Weltmeisterschaften in Tokio qualifizieren. Einen Monat zuvor hatte sie bei der Universiade in Sheffield mit 6,67 m den zweiten Platz hinter Inessa Krawez aus der Sowjetunion belegt. Bei den Olympischen Spielen 1992 in Barcelona schied sie ohne gültigen Versuch in der Qualifikation aus. Auch bei den Weltmeisterschaften 1993 in Stuttgart erreichte sie als 14. der Qualifikation nicht das Finale. Bis 1993 trat May unter der Flagge ihres Geburtslandes an. Durch ihre Hochzeit mit dem italienischen Stabhochspringer Gianni Iapichino und ihren Umzug in die Toskana erhielt sie die italienische Staatsbürgerschaft und trat ab 1994 für Italien an.
1994 gewann May ihren ersten italienischen Meistertitel, 1996 folgte der zweite Titel. Bei den Europameisterschaften 1994 in Helsinki gewann sie mit 6,90 m Bronze hinter der deutschen Heike Drechsler und der Ukrainerin Inessa Krawez. 1995 bei den Weltmeisterschaften in Göteborg gewann sie den Titel mit 6,98 m bei 4,3 m/s Rückenwind. Bei ihrem ersten Olympiastart für Italien 1996 in Atlanta gelang ihr mit 6,85 m der weiteste Sprung in der Qualifikation. Im Finale gewann Chiuma Ajunwa aus Nigeria mit 7,12 m vor Fiona May mit 7,02 m und Jackie Joyner-Kersee aus den Vereinigten Staaten mit 7,00 m. Fiona May war damit die erste italienische Gewinnerin einer olympischen Medaille im Weitsprung. Außerdem war es für sie der erste 7-Meter-Sprung ihrer Karriere bei regulären Windbedingungen.
Anfang 1997 trat May erstmals bei Hallenweltmeisterschaften an. Mit 6,86 m siegte sie vor Chioma Ajunwa. Im Sommer bei den Weltmeisterschaften in Athen sprang sie 6,91 m und erhielt die Bronzemedaille hinter der Russin Ljudmila Galkina und der Griechin Niki Xanthou. Anfang 1998 siegte Fiona May bei den Halleneuropameisterschaften in Valencia mit 6,91 m und 19 Zentimetern Vorsprung. In der Freiluftsaison trat sie erstmals auch im Dreisprung an und verbesserte gleich in ihrem ersten Wettkampf den italienischen Landesrekord, zwei weitere Rekordverbesserungen folgten im gleichen Jahr. Bei den Europameisterschaften in Budapest trat sie aber wie gewohnt im Weitsprung an. Heike Drechsler siegte mit 7,16 m vor Fiona May mit 7,11 m und Ljudmila Galkina mit 7,06 m. Fiona Mays Sprung von 7,11 m bei 0,8 m/s Rückenwind war auch noch zwanzig Jahre danach Italienischer Landesrekord. 1999 bei den Weltmeisterschaften in Sevilla siegte die Spanierin Niurka Montalvo mit 7,06 m vor May mit 6,94 m. Bei den Olympischen Spielen 2000 in Sydney gewann Heike Drechsler mit 6,99 m vor May mit 6,92 m und der Russin Tatjana Kotowa mit 6,83 m.
Anfang 2001 sprang May bei den Hallenweltmeisterschaften in Lissabon 6,87 m und belegte den vierten Platz mit einem Zentimeter Rückstand auf die drittplatzierte Niurka Montalvo. Im Sommer bei den Weltmeisterschaften 2001 in Edmonton sprang May 7,02 m bei 2,6 m/s Rückenwind und gewann den Titel mit einem Zentimeter Vorsprung auf Tatjana Kotowa. Zwei Jahre später belegte sie mit 6,46 m den neunten Platz bei den Weltmeisterschaften 2003. Bei den Hallenweltmeisterschaften 2004 in Budapest erreichte May mit 6,64 m den sechsten Platz. Bei ihrem fünften Olympiastart 2004 in Athen schied sie mit 6,38 m in der Qualifikation aus. 2005 ersprang May ihren dritten italienischen Freiluftmeistertitel. Zum Abschluss ihrer Karriere gewann sie mit 6,64 m den Titel bei den Mittelmeerspielen 2005 in Almería.
Zu ihren persönlichen Bestleistungen gehörte: 
- Weitsprung 7,11 m (22. August 1998 in Budapest)
- Dreisprung 14,65 m (27. Juni 1998 in Sankt Petersburg)

May beendete ihre Karriere im Sport im Jahr 2005. 

## Beruflicher Werdegang im Showbusiness und in der Wirtschaft
May absolvierte das Trinity & All Saints College in Leeds und studierte Wirtschaft, Unternehmensführung und Verwaltung. Sie hat einen Executive Master in Sports Governance von der Universität Limoges (MESGO).
Nach dem Ende ihrer Karriere im Sport startete May eine erfolgreiche Karriere im Showbusiness. So trat sie in mehreren Werbekampagnen von Kinder Schokolade auf und spielte 2006 in der Mini-Fernsehserie Butta la Luna mit. Im selben Jahr gewann sie in der italienischen Version von Dancing with the Stars. Außerdem hatte sie 2007 eine Rolle in dem Kurzfilm Guinea Pig und erhielt dafür bei den Golden Globes Italien den Special Jury Award. Ab 2020 war sie in der Fernsehserie L'ultima de' Medici.
May ist Beraterin für Integration beim italienischen Fußballverband und die vierte Vizepräsidentin der UEFA-Kommission für Fairplay und soziale Verantwortung. Sie ist im Kuratorium der Kinderstiftung der UEFA sowie Beraterin bei A.S. S. I. Giglio Rossi. May ist Vorsitzende des Nachhaltigkeitsausschusses des Sportartikelherstellers Puma, außerdem Mitglied des Personalausschusses und des Nominierungsausschusses.

## Auszeichnungen
- Italiens Sportlerin des Jahres (La Gazzetta dello Sport): 1995

## Persönliches
May ist Mutter zweier Kinder, darunter der erfolgreichen Weitspringerin Larissa Iapichino.